# Piazza Fontanesi

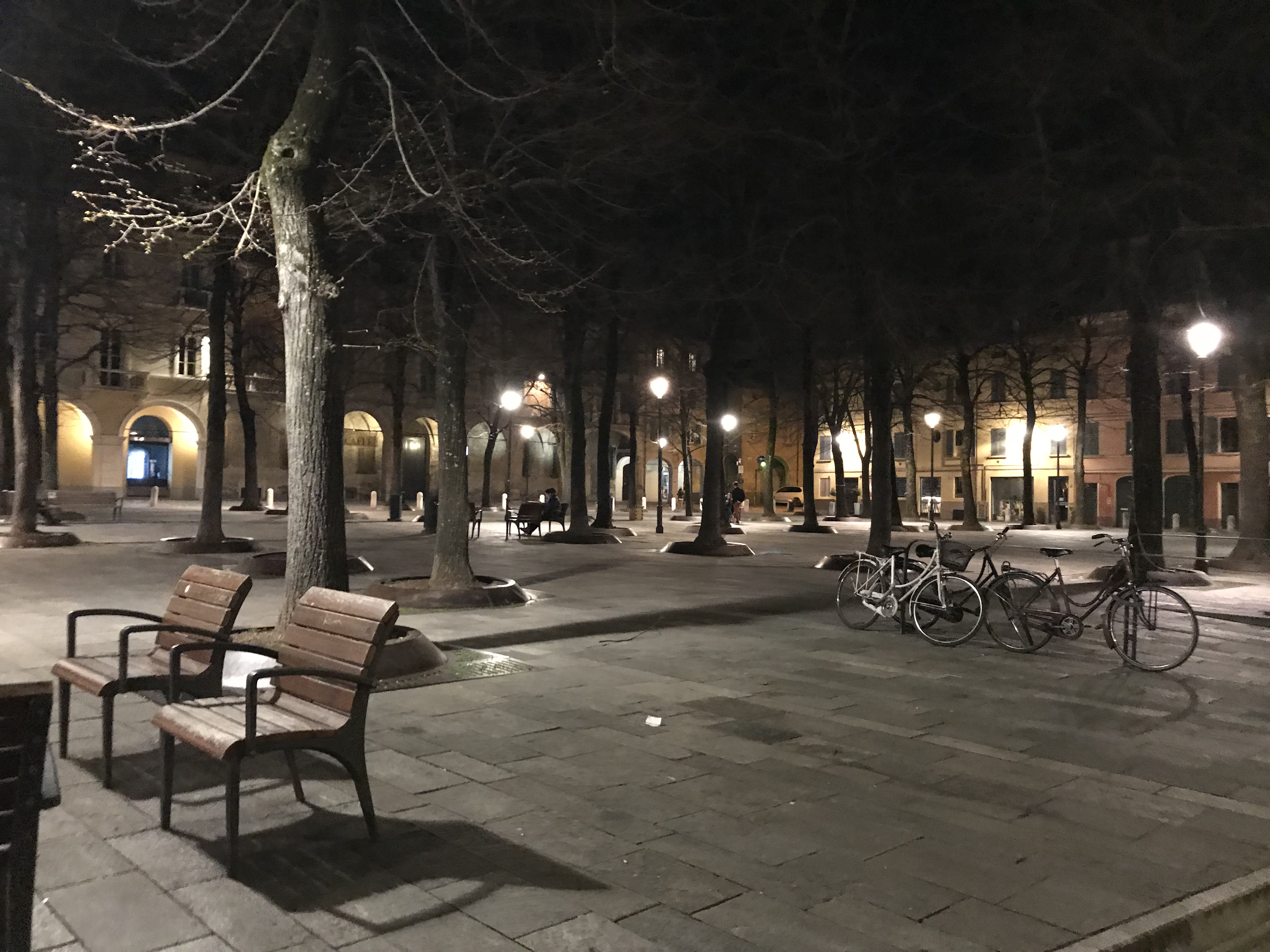
Piazza Antonio Fontanesi

Piazza Antonio Fontanesi è una piazza di Reggio Emilia.

## Storia

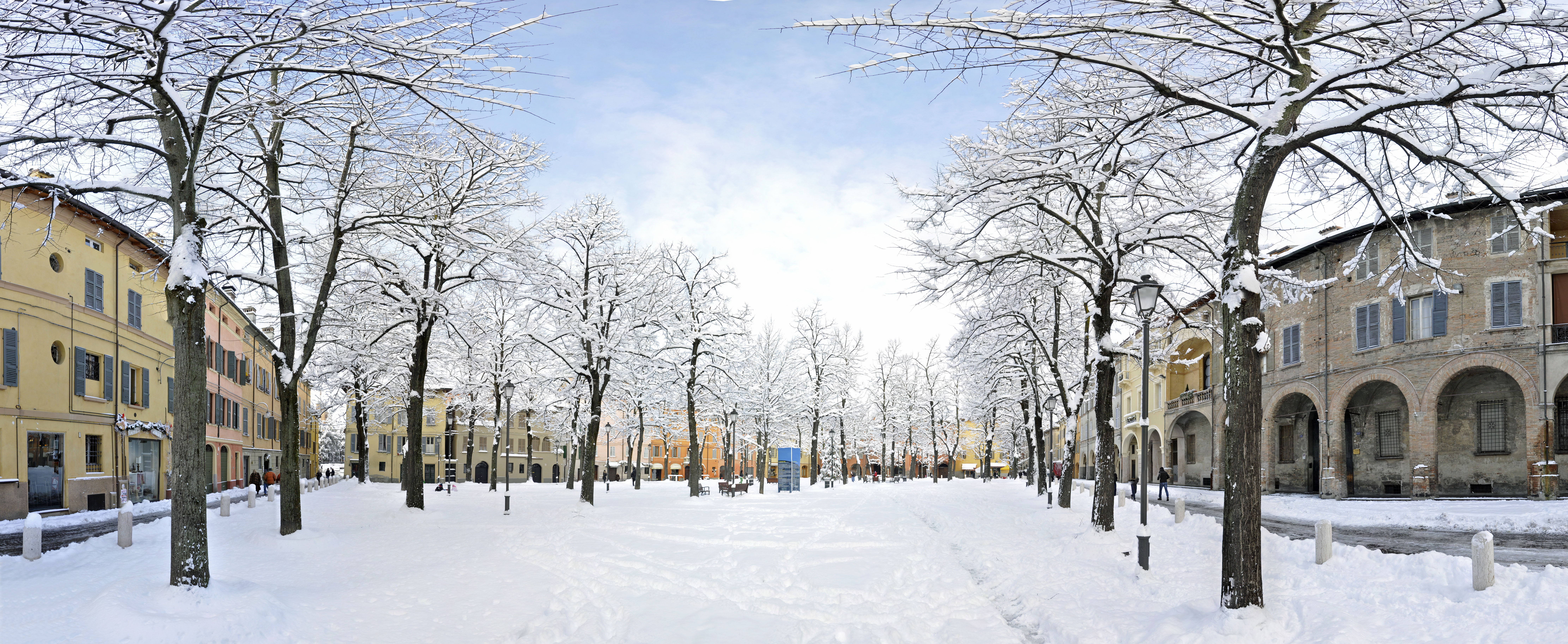
La piazza durante la nevicata del 19 dicembre 2009

Di forma rettangolare, alberata da tigli e circondata da portici su due lati, il martedì e il venerdì è sede di mercato, tradizionalmente per frutta e ortaggi. La piazza nacque in seguito alla demolizione dell'isolato su cui sorgevano case, il convento e la chiesa parrocchiale di Santa Maria Maddalena, avvenuta nel 1783. Rimasta piazza del mercato e addirittura con macerie per quasi un secolo, fu sistemata a fine Ottocento con la piantumazione di alberi ad alto fusto e intitolata ad Antonio Fontanesi.
La pavimentazione moderna evidenzia la suddetta area e il percorso del canale del Secchia, (o Canale Maestro),sul lato orientale, che un tempo attraversava la città e il cui ricordo è rimasto nella toponomastica di alcune vie circostanti. Nella parte meridionale ospitava una conceria. Qui operava il Treguano, durante mercati e commerci di bestiame. Si affacciano sulla piazza alcuni eleganti palazzi, tra i quali il quattrocentesco palazzo Calcagni (poi Friggieri poi Chierici).